# Brookesia brunoi
Espèce
Statut de conservation UICN

 NT  : Quasi menacé
Brookesia brunoi est une espèce de sauriens de la famille des Chamaeleonidae.

## Répartition
Cette espèce est endémique de la Haute Matsiatra à Madagascar.

## Étymologie
Cette espèce est nommée en l'honneur de Bruno Grassi.

## Publication originale
- Crottini, Miralles, Glaw, Harris, Lima & Vences, 2012 : Description of a new pygmy chameleon (Chamaeleonidae: Brookesia) from central Madagascar. Zootaxa, n. 3490, p. 63–74.